# Giles A. Lutz
Giles Alfred Lutz, född  9 mars 1910 i Kansas City, Missouri, död i juni 1982 i Belton, Missouri, var en amerikansk författare som främst skrev westernromaner under egna namnet Giles A. Lutz men också under pseudonymerna James B. Chaffin, Hunter Ingram, Reese Sullivan och Gene Thompson. Pseudonymen Wade Everett användes när han skrev tillsammans med Will Cook. Pseudonymen Alex Hawk delades med författare som Brian Garfield och Elmer Kelton.
Lutz skrev även några erotiska romaner under pseudonymen Brad Curtis.
1961 belönades Giles A. Lutz roman They honyocker, med Spur Award som bästa westernroman.
Flera av Lutz westernböcker översattes till svenska och utgavs av Wennerbergs förlag, B. Wahlströms bokförlag och Bokförlaget Trots. Romanen The wolfer översattes i tre olika versioner.

### Giles A. Lutz
- Fight or run 1954
- The golden bawd 1956
- To Hell and Texas 1956
- Fury trail 1957
- Gun the Man Down 1957
- Relentless gun 1958 (Nattens gamar 1966, Prärie 61, 1978, Prärie 176)
- Outcast gun 1958 (Utmanad 1966, Sheriff 26)
- The homing bullet 1959 (Tredje skottet 1963, Prärie 16)
- Law of the trigger 1959 (En mot alla 1976, Wild West 39)
- The challenger 1960 (Revansch i Tombstone 1967, Sheriff 37, 1974, Bästa Västern 30)
- Stranger in My Bed 1960
- The honyocker 1961
- The Wild Quarry 1961
- The Long Cold Wind 1962
- Gun rich 1962 (Guldkuppen 1966, Sheriff 30)
- The Golden Land 1963
- Halfway to Hell 1963
- Killer's trail 1963 (Död mans dal 1974, Wild West 30)
- Range Feud 1963
- The blind trail 1964 (Jagat byte 1976, Kaliber 45 nr 43)
- The Bleeding Land 1965
- Nemesis of Circle A 1965
- Deadly Like a .45 1966
- The demanding land 1966
- The Hardy Breed 1966
- The Magnificent Failure 1967
- The Trouble Borrower 1968
- The Vengeance Ghost 1968
- Wild runs the river 1968
- The Deadly Deputy 1969
- Montana crossing 1970 (Landet utan lag 1974, Wild West 28)
- Man On the Run 1971
- The stranger 1972 (En man kom tillbaka 1978, Pyramid 388)
- The Unbeaten 1972
- The Outsider 1973
- Lonely Ride 1973
- Blood Feud 1973
- The Grudge 1974
- The Offenders 1974
- Reprisal! 1974
- The Black Day 1974
- Stagecoach to hell 1975
- My brothers keeper 1975 (Hämndens stad 1976, Kaliber 45 nr 45)
- The Stubborn Breed 1975
- A Drifting Man 1976
- Night of the Cattlemen 1976
- The Way Homeward 1977
- A Time for Vengeance 1977
- Turn Around 1978
- The Ragged Edge 1978
- The Shoot Out 1978
- Lure of the Outlaw Trail (1979)
- Lure of the Trail 1980
- The Trespassers 1980
- Fort Apache 1980
- Thieves' Brand 1981
- The Echo 1981
- Forked Tongue 1981
- Man Hunt 1981
- Great Railroad War 1982
- Smash the Wild Bunch 1982
- War on the Range 1982
- The Feud 1982
- The Tangled Web 1983

### James B. Chaffin
- Guns of Abilene 1959
- The wolfer 1968 (Dömd till döden 1970, Pyramid 306, I repets skugga 1973, Sheriff 98, Jagad 1976, Longhorn 74)

### Hunter Ingram
- The long search 1971
- Border war 1972
- The long search 1973 (Doniphans expedition 1970, Pyramid 304)
- Fort Apache 1975
- The forbidden land 1981

### Gene Thompson
- Six-guns wild 1957 (Kampen om Box L 1966, Mustang 105)
- The branded one 1964 (Bara bly biter 1964, Sheriff 7, 1973, Bästa Västern 23)
- Ambush in Abilene 1967 (Han svor att hämnas 1968, Mustang 127, 1978, Bästa Västern 59)
- The outcast 1968 (Bortom lagen 1969, Prärie 95, 1981, Prärie 189)
- The last bullet 1969 (Skräckens dal 1971, Mustang 159)
- The deserter 1974 (Desertören 1976, Sheriff 119)